# Symfonie nr. 4 (Sibelius)
Jean Sibelius voltooide zijn Symfonie nr. 4 opus 63 in 1911. Hij verzorgde zelf de eerste uitvoering in Helsinki op 3 april van dat jaar met het Helsinki Philharmonisch Gezelschap, de voorloper van het Filharmonisch Orkest van Helsinki.

## Geschiedenis
De eerste aanzet voor deze symfonie kwam in de gedaante van een reis die Sibelius ondernam met zijn zwager Eero Järnefelt (schrijver) naar Koli een streek in Oost Finland tegen de grens met Rusland aan. De bossen en heuvels rondom het meer Pielinen en het eindeloze meer zelf gaven Sibelius de inspiratie voor het schrijven van zijn symfonie. De delen 1 en 3 hebben in het oorspronkelijke manuscript nog verwijzingen naar de wandelingen die daar gehouden werden respectievelijk De Bergen en Gedachten van een wandelaar. Dit bevestigde hij ook naar zijn vriend en beschermheer Axel Carpelan, toen hij nog voor kerstmis 1909 de schetsen voor deze delen voorspeelde op de piano. De titels zouden in de loop van het componeren verdwijnen, maar deel 3 heeft nog wat weg van het beklimmen van een heuvel met zijn gezwoeg. Het zou daarom een symfonie kunnen zijn die enige overeenkomst(en) heeft met Alpensymfonie van Richard Strauss.
Het feit dat Sibelius de aanduidingen uiteindelijk wegliet, gaf ruimte aan tal van speculaties wat het thema van de symfonie was. Het waren ten tijde van de première de hoogtijdagen van de psychoanalyse van Sigmund Freud. Volgens de één had Sibelius een voorgevoel van de naderende ellende van de Eerste Wereldoorlog, de ander zag het als een muzikale verbeelding van de honger en ellende die Sibelius zelf had gezien in zijn jeugd. De meest gangbare verklaring van de somberheid van de symfonie werd uiteindelijk, dat Sibelius sterke twijfels had over zijn gezondheid. In 1908 was hij in Berlijn behandeld voor keelkanker, maar zeker in de eerste jaren die daarop volgden heeft dat invloed gehad op Sibelius zelf en daarom ook op zijn werken.

## Muziek
De symfonie begint met de notenreeks C-D-Fis-E in de celli, contrabassen en fagotten. Al snel volgt een vrij lange solo voor de cello; een solo die stemmig klinkt, maar tegelijk klagend als troostend en berustend klinkt. Gedurende het gehele werk komen licht dissonante akkoorden, de tritonus, voorbij, zonder dat dit als opdringerig wordt ervaren. Sibelius hoorde rond die tijd ook de muziek van Arnold Schönberg en Igor Strawinski, maar vond die muziek (toen) te modern. Die moderne muziek bracht Sibelius overigens wel aan het twijfelen over zijn eigen kwaliteiten als componist, iets wat veel later uitmondde in het eerst verbranden van zijn achtste symfonie en het daarop niet meer willen componeren.
Sibelius omschreef het werk als een psychologische symfonie, maar ook een spirituele. Een figuurlijke terugtrekking uit het leven. Anderzijds was Sibelius nooit een vrolijke jongen geweest, gezien zijn opmerking naar August Strindberg toe: "Det är synd om människorna" (Mens zijn is ellende). De muziek is zeker stemmig, maar op sommige momenten toch ook wat lichter van aard.

## Delen
1. Tempo molto moderato, quasi adagio,
2. Allegro molto vivace,
3. Il tempo largo,
4. Allegro.

## Orkestratie
De compositie heeft een klassieke orkestratie:
- 2 dwarsfluiten, 2 hobo’s, 2 klarinetten, 2 fagotten
- 4 hoorns, 2 trompetten, 3 trombones, geen tuba
- 1 stel pauken, percussie
- violen, altviolen, celli en contrabassen

## Discografie
Er zijn tal van opnamen van dit werk, algemeen worden als de beteren beschouwd:
- Boston Symphony Orchestra en ook London Symphony Orchestra o.l.v. Colin Davis
- Lahti Symfonie Orkest o.l.v. Osmo Vänskä
- Philharmonia Orchestra o.l.v. Vladimir Asjkenazi
- Philadelphia Orchestra o.l.v. Leopold Stokowski (een van de eersten)
- Göteborg Symfonie Orkest o.l.v. Neeme Järvi; een van de eersten uit het compact disc-tijdperk. (BIS Records)

## Bron
- uitgave BIS Records
- Sibelius.fi
- Breitkopf.com
- Dit artikel of een eerdere versie ervan is een (gedeeltelijke) vertaling van het artikel Symphony No. 4 (Sibelius) op de Engelstalige Wikipedia, dat onder de licentie Creative Commons Naamsvermelding/Gelijk delen valt. Zie de bewerkingsgeschiedenis aldaar.

## Noot
- ¹Opus 64 De Bard kwam pas in 1913 uit.